# Scoparia semiamplalis
Scoparia semiamplalis là một loài bướm đêm trong họ Crambidae.